# Leonardo Giordani
Leonardo Giordani (27 mei 1977) is een Italiaans wielrenner. In 1999 werd hij in Verona wereldkampioen wielrennen bij de beloften. Bij de elite kon hij echter de hoge verwachtingen nooit inlossen. Hij behaalde geen enkele profzege.

## Belangrijkste overwinningen
1999
- Wereldkampioen op de weg, Beloften

## Resultaten in voornaamste wedstrijden
| Jaar | Ronde van Italië | Ronde van Frankrijk | Ronde van Spanje |
| ---- | ---------------- | ------------------- | ---------------- |
| 2000 |                  |                     |                  |
| 2001 |                  |                     |                  |
| 2002 | opgave           |                     |                  |
| 2003 | 90e              |                     |                  |
| 2004 | 75e              |                     |                  |
| 2006 |                  |                     |                  |
| 2009 |                  |                     |                  |
| 2011 | 114e             |                     |                  |

| Jaar | Milaan-San Remo | Ronde van Vlaanderen | Amstel Gold Race | Ronde van Lombardije |
| ---- | --------------- | -------------------- | ---------------- | -------------------- |
| 2000 |                 | 104e                 |                  | 44e                  |
| 2001 |                 | 64e                  |                  |                      |
| 2002 |                 |                      |                  | 17e                  |
| 2003 | 96e             |                      |                  | 60e                  |
| 2004 |                 |                      |                  |                      |
| 2006 | 91e             |                      |                  |                      |
| 2009 | 100e            |                      |                  |                      |
| 2011 |                 |                      | 115e             |                      |
| 2012 |                 |                      |                  | 48e                  |